# Parafia Chrystusa Króla w Tarnobrzegu
Parafia Chrystusa Króla w Tarnobrzegu – parafia rzymskokatolicka w diecezji sandomierskiej, w dekanacie Tarnobrzeg.

## Historia
Po 2000 roku na os. Przywiśle w Tarnobrzegu, władze miasta przekazały dominikanom budynek dawnej sali widowiskowej i kotłowni, jako rekompesatę za mienie zabrane w czasach komunistycznych. Dominikanie te budynki przekazali dla diecezji. Budynki zostały zaadaptowane na nowy kościół, pod kierunkiem ks. Michała Józefczyka, w którym 24 listopada 2002 roku abp Ignacy Tokarczuk odprawił pierwszą mszę świętą. Od tego czasu w każdą niedzielę odprawiali msze święte, dominikanie i duchowni parafii Matki Bożej Nieustającej Pomocy. 
12 maja 2003 roku dekretem bpa Andrzeja Dzięgi została erygowana parafia pw. Chrystusa Króla, z wydzielonego terytorium parafii Dominikanów. 22 czerwca 2003 roku bp Edward Frankowski poświęcił wnętrze kościoła. Następnie do kościoła dobudowano nawę boczną, którą 21 listopada 2007 roku poświęcił bp Andrzej Dzięga.

## Proboszczowie parafii
- ks. kan. Adam Marek (od 2003)[2]

## Zasięg parafii
Do parafii należy 5069 wiernych z Tarnobrzega mieszkających przy ulicach: Armii Krajowej, Kochanowskiego, Kosmonautów, Mickiewicza (numery 32, 34, 38), Moniuszki (numery 3, 5, 13, 15, 17), Narutowicza, Niepodległości, 1 Maja,  Placu Tysiąclecia, Skalna Góra, Wianek, Waryńskiego.
Na terenie parafii znajdują się: Szkoła Podstawowa nr 3, Zespół Szkół Społecznych im. Małego Księcia, Ośrodek Rehabilitacyjno-Edukacyjno-Wychowawczy.

## Grupy parafialne
Liturgiczna Służba Ołtarza, Eucharystyczny Ruch Młodych, Kółko Rycerzy Dzieciątka Jezus, Duchowa Adopcja, Schola Parafialna, Młodzieżowa Grupa Wolontariacka, Arcybractwo Straży Honorowej NSPJ, Stowarzyszenie Krwi Chrystusa, Wspólnota Krwi Chrystusa,  Akcja Katolicka, Parafialny Zespół Caritas, Koło Przyjaciół Radia Maryja, Wspólnota dla Intronizacji NSPJ, Wspólnota Neokatechumenalna, Koła Żywego  Różańca, Duszpasterstwo Nauczycieli i Pedagogów, Grupa AA, Rycerze Kolumba.